# Einhard
Einhard (Eginard, en romanç) va ser un escriptor del segle ix, biògraf de Carlemany. Nascut vers el 775, va ser educat en l'abadia de Fulda i en la cort de Carlemany. Va recórrer l'Imperi Carolingi per a complir diverses missions que li van ser encomanades sobre els edificis de l'emperador. Després es va integrar en la cort de Lluís I el Pietós, fill de Carlemany, on es va ocupar de l'educació del seu fill major, Lotari I. En recompensa, l'emperador Lluís li va confiar diverses abadies laiques, entre elles l'abadia de Saint-Wandrille en 816-823. Cap a l'any 830, davant els enfrontaments entre els fills de Lluís el Pietós, Einhard va preferir retirar-se a escriure, i va morir en l'abadia de Seligenstadt el 840. Eginard va redactar la Vita Karoli Magni seguint la tradició literària de Suetoni. Més que una biografia, va realitzar una hagiografia de Carlemany. També és autor dels Annals del regne dels francs (Annales regni Francorum, 741-829) i de 62 cartes.